# San Sicario
San Sicario è una frazione del comune di Cesana Torinese (città metropolitana di Torino), articolata in varie località.

## Geografia fisica
Tra le montagne più vicine il Monte Fraiteve raggiunge i 2.701 metri di altezza. Dalla sua cima, raggiungibile anche con la telecabina come con lo skilift, si ha una visione panoramica sia dell'Alta Val di Susa sia della Val Chisone.

## Località

### San Sicario
San Sicario è un piccolo paese di montagna formato da antiche baite (le più antiche risalgono al XVI secolo) disposte su un piccolo pianoro sulle pendici del versante ovest del monte Fraiteve a 1575 metri di altezza,  attualmente vi risiedono meno di 50 abitanti ma si ripopola nei periodi di vacanza estivi ed invernali.

## Storia

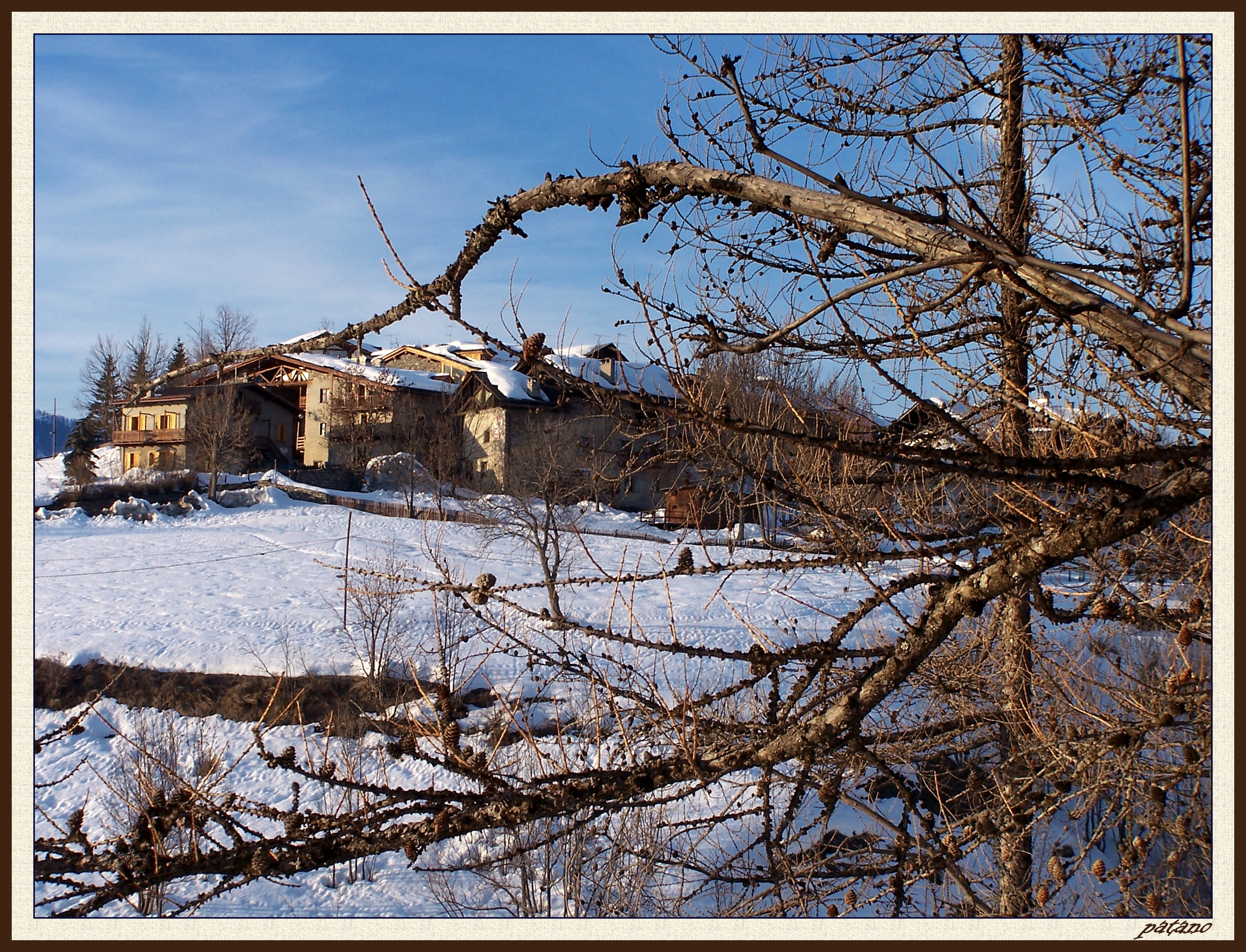
Edifici tradizionali a San Sicario

San Sicario non  è certo come mai derivi il suo nome dal santo, ma di fatto la chiesa stessa in precedenza era dedicata a San Sicario, di conseguenza il paese era denominato Saint Sicaire in francese (Saint Sicary in patois), poiché la val d'Oulx faceva parte del territorio della repubblica degli Escartons (regione a statuto speciale del territorio francese dal 1349 sino al 1708) e poi in seguito italianizzato in San Sicario.
Sicario di Lione (Sicard, Sicarius, Sacario), morto verso il 433 o 435, indicato come vescovo di Lione, festeggiato il 26 marzo.. In ogni caso la sua esistenza non è certa e fu contestata a partire dal XVIII.
La chiesa di Sant'Atanasio è stata ristrutturata agli inizi del XX secolo in seguito ad un incendio parziale, l'edificio attuale è quantomeno del 1600 ca, del quale si conserva una pala d'altare del XVI secolo. La chiesa esisteva già dal 1056, riportata nella bolla di Cuniberto, vescovo di Torino, la stessa chiesa era precedentemente dedicata a San Sicario (santo medievale della tradizione francese o provenzale, Saint Sicaire in francese). Di fatto la festa patronale del paese è tutt'oggi il 2 di maggio, che attualmente risulta la festa del nuovo patrono Sant'Atanasio ma che è anche lo stesso giorno della festa di commemorazione di Sicaire de Brantôme oppure detto Sicaire de Bethléem, che la tradizione lo assimila a uno dei santi innocenti, martirizzati a Betlemme al momento della nascita di Cristo. L'antico ed espressivo dipinto del 1646 all'interno del retable barocco ligneo dell'antica scuola d'intaglio del Melezet, raffigurante probabilmente un santo cavaliere dotato di scudo e con spada riposta ed una madre ed il neonato in braccio. A prima vista potrebbe sembrare la Madonna col piccolo Gesù e il cavaliere o soldato in adorazione e il neonato benedicente con un ramoscello in mano; alla luce però della storia di "Sicaire de Bethléem" e della concomitanza della sua festa al 2 di maggio non sarebbe chiaro o immediato l'abbinamento ad uno degli altri 5 "Saint Sicaire" tra cui anche il vescovo di Lione.
Un famoso storico della fine del 1900, don Natalino Bartolomasi, azzardava pure l'ipotesi che il nome "Saint Sicary" (in lingua locale) potesse aver preso spunto da un toponimo precedentemente in uso dell'area e poi vista l'assonanza a San Sicary o Saint Sicaire.
Nei paraggi di San Sicario sono stati ritrovati insediamenti abitativi già di epoca romana, in località Pariol nelle vicinanze della pista olimpica di bob, 4 tombe con resti di ornamenti nord africani e un villaggio di cui gli ultimi resti sono del 200 d.C.
Il paese di San Sicario ha subito trasformazioni con l'avvento del turismo cioè dal 1960 in poi, dapprima borgata pienamente agricola, oggi località di vacanze e villeggiatura estiva e invernale.

### San Sicario Alto
Situato a 1.700 metri su un terrazzo naturale in alta Val di Susa, gode del panorama sul Colle del Monginevro, i Monti della Luna ed il monte Chaberton. Costruita ex novo a partire dal 1969 su progetto dell'architetto francese Laurent Chappis, specialista nella progettazione di stazioni sciistiche caratterizzate dallo "ski total", si presenta come un moderno centro turistico, con residence e condomini. Caratteristica è la funicolare, impropriamente definita "monorotaia" disegnata da Pininfarina e costruita nel 1984 dalla Carrozzeria Fissore di Savigliano che collega la "piazzetta" ai residence inferiori con 2 capilinea e una fermata intermedia al Pariol.
San Sicario Alto era noto col suo marchio registrato SANSICARIO della società S.E.F.O. che ne aveva lanciato lo sviluppo sino al 1988.
In località Les Graviéres successivamente denominata Montechiaro sorge una grande costruzione di architettura sperimentale realizzata tra il 1959 e il 1962 dall'architetto Renato Severino su commissione dalla principale azienda italiana di produzione di acciaio, l'Italsider, per ospitarvi i figli dei suoi dipendenti nei periodi estivi. Quest'opera avveniristica ma totalmente immersa nella natura, che ancora adesso viene chiamata ex Colonia Italsider e che talvolta con questa dicitura designa anche l'intera località di Montechiaro, ha segnato l'avvio nei tempi del cosiddetto Miracolo economico di nuovi cambiamenti urbanistici e paesaggistici nell'intera zona circostante. In seguito l'edificio sperimentale di Montechiaro e i terreni circostanti vennero ceduti dall'Italsider al comune di Cesana Torinese che, a ridosso dei XX Giochi olimpici invernali, a partire dal 2004, provvide a convertire tutta la zona in un grande impianto sportivo tuttora attivo, facendo ristrutturare l'edificio e arricchendo la zona anche di nuove strade e parcheggi oltre che di una pista da sci di 5.000 metri di lunghezza e altre costruzioni minori.

## Economia

### Turismo
San Sicario è un centro di turismo invernale ed estivo, dotato di residence (prevalentemente di seconde case) e di alcuni alberghi. In estate è possibile praticare tennis, tiro con l'arco, equitazione, mountain bike e sci d'erba; in inverno la località, situata all'interno del comprensorio della Via Lattea, possiede una cabinovia (che scende a Cesana), tre seggiovie e due skilift che risalgono le pendici del monte Fraitève.
Dopo i XX Giochi olimpici invernali, dal 2007, l'ex Colonia Italsider è stata convertita in un confortevole hotel a tre stelle cambiando la sua denominazione in Olympic Centre Hotel. Dopo il fallimento della società di gestione, nel 2011, quasi tutte le attività commerciali di San Sicario Alto hanno dovuto chiudere, ma sono state acquisite da una cooperativa di proprietari (NONSOLONEVE), sono state ristrutturate e riaperte.

## Infrastrutture e trasporti
San Sicario è vicinissima al confine italo-francese. Procedendo in direzione della strada del Colle del Monginevro si incontra immediatamente la prima località già in territorio francese, Monginevro, di appena 400 abitanti appartenente alla regione Provenza-Alpi-Costa Azzurra, unica località francese inclusa nel comprensorio della Via Lattea. Zone limitrofe a San Sicario sono anche Sestriere, Claviere e Sauze d'Oulx.

## Sport
Stazione sciistica, è in posizione centrale all'interno di un più vasto comprensorio denominato Via Lattea. A partire dagli anni settanta San Sicario, con l'intera zona circostante, venne convertita ad un progetto turistico-sciistico.

### Sci alpino
La località ha organizzato diverse gare della Coppa del Mondo di sci alpino, maschili e femminili, e le prove di discesa libera e di supergigante femminile di Torino 2006, oltre a numerose gare minori.

### Sci d'erba
Sansicario, nel periodo estivo, ha un centro di sci d'erba.
Nell'estate 2014 ha ospitato i Mondiali juniores, con 9 nazioni partecipanti. Le piste occupate dalla manifestazione sono state due: la "baby" e la "21 bassa"; la pista "baby" è stata usata come pista di allenamento, mentre la "21 bassa" come pista da gara omologata FIS. Oltre ai mondiali sono state disputate gare di Coppa del Mondo, gare dei Campionati mondiali e i Campionati italiani.

### Sci nordico
San Sicario ha ospitato una tappa della Coppa del Mondo di biathlon 2005, le gare di biathlon di Torino 2006 mentre l'ex Colonia Italsider venne attrezzato per ospitare le troupe di stampa e televisione internazionali recatesi lì per seguire le gare.